# Kosovo nos Jogos Olímpicos de Verão de 2016
O Kosovo, representado pelo Comitê Olímpico do Kosovo, compete nos Jogos Olímpicos de Verão de 2016 no Rio de Janeiro entre os dias 5 e 21 de agosto de 2016. Esta é a primeira participação do Kosovo nas Olimpíadas desde que ganhou a adesão pelo Comitê Olímpico Internacional (COI), em dezembro de 2014.
A Sérvia protestou a admissão do Kosovo ao COI, pois a Sérvia afirma oficialmente que o Kosovo é uma província autônoma sua. No entanto, a Sérvia, considerando-se os efeitos nocivos da expulsão da Iugoslávia em 1992, decidiu abandonar a ideia de boicotar os Jogos Olímpicos do Rio em 2016. O Kosovo é atualmente reconhecido como um Estado por 109 países membros da ONU.

## Primeira Medalha
A judoca da categoria até 52 kg Majlinda Kelmendi conquistou a primeira medalha de ouro olímpica do Kosovo, em 7 de agosto de 2016, após bater a italiana Odette Giuffrida na Arena Carioca 2, ela rejeitou uma naturalização milionária para competir por seu país.

## Medalhas
| ESPORTE | ATLETA            | O | P | B |
| ------- | ----------------- | - | - | - |
| Judo    | Majlinda Kelmendi | 1 | 0 | 0 |

## Desempenho

### Judô Feminino
| ATLETA            | CATEGORIA | POS. |
| ----------------- | --------- | ---- |
| Majlinda Kelmendi | até 52 kg | OURO |

### Natação
| Atleta      | Prova        | Eliminatórias | Eliminatórias | Semifinal   | Semifinal   | Final       | Final       |
| Atleta      | Prova        | Tempo         | Pos.          | Tempo       | Pos.        | Tempo       | Pos.        |
| ----------- | ------------ | ------------- | ------------- | ----------- | ----------- | ----------- | ----------- |
| Rita Zeqiri | 100 m costas | 1:12,31       | 34º           | Não avançou | Não avançou | Não avançou | Não avançou |